# Centro comercial Palacio de Hielo
El centro comercial Palacio de Hielo es un concurrido complejo urbano dedicado a la compraventa y al ocio que se encuentra en el distrito de Hortaleza (Madrid, España). Inaugurado en noviembre de 2003, cuenta con ocho plantas (de las cuales 4 son de aparcamiento) repletas de tiendas y restaurantes. También alberga un gimnasio en su última planta, un cine con 15 salas, un área recreativa con bolera y minigolf y una pista de patinaje sobre hielo de la que recibe el nombre. El edificio, de estética moderna, posee 105 000 m² construidos (de los cuales 32 606 m² son SBA).

## Historia

### Inicios
La construcción del complejo se inició en 1994. Sus orígenes se vieron azotados por ciertas polémicas en torno a la prolongada duración de las obras, las afecciones medioambientales desencadenadas y las presuntas irregularidades políticas. Finalmente, el centro comercial fue inaugurado en el mes de noviembre del año 2003, nueve años después del comienzo de la edificación.

### Irregularidades
En noviembre del año 2005, después de múltiples quejas vecinales, los técnicos del Ayuntamiento de Madrid realizaron un informe que desveló que en el centro comercial se habían construido 2579 metros más de los permitidos inicialmente en el proyecto.
Previamente, dos locales de la tercera planta, además del lavadero de coches en el sótano, se querellaron contra el centro comercial por presunta estafa. Según los dueños de estos locales, el concesionario habría alquilado dichos espacios con el previo conocimiento de que no eran arrendables, ya que estarían situados en zonas de paso que no contemplaban su uso como establecimientos de restauración o servicios. Este hecho afectaba a otros cinco bares y restaurantes colindantes, muy próximos a la pista de hielo.
El lavadero pudo continuar su actividad tras una resolución de la Junta de Hortaleza. Los locales O-6 a O-12 no corrieron la misma suerte, y fueron clausurados por las autoridades municipales el 5 de mayo de 2008. Posteriormente, en una fecha indeterminada, se autorizó la reapertura del local O-6, un bar con conexión directa a la pista de hielo. 
En noviembre de 2022, los locales O-7, O-8 y O-9 obtuvieron de nuevo licencia de actividad, conllevando una serie de actuaciones como el cerramiento de los miradores existentes.
A mediados de mayo de 2024, el local O-11 también obtuvo de nuevo licencia de actividad, instalándose un centro de laser tag.
A fecha de enero de 2025, los locales O-10 y O-12 continúan cerrados sin previsión de su reapertura o desmontaje, si bien ocasionalmente se decoran o se utilizan para recogidas de ayuda humanitaria.

### Pandemia de COVID-19
En el marco de la pandemia de COVID-19, la pista de hielo se empleó como morgue para almacenar los cadáveres de los fallecidos a causa del virus ante el colapso de los crematorios de Madrid. Funcionó como tal desde el 24 de marzo hasta el 22 de abril de 2020, fecha en la que se celebró un homenaje a los fallecidos. En total, la morgue permaneció abierta 30 días, recibiendo a más de 1100 cadáveres.
Por todo ello, se ha convertido en uno de los símbolos más emblemáticos de la lucha contra la enfermedad en la capital española, lista en la que también destaca el cercano hospital provisional de IFEMA.

### Obras de reforma
Desde agosto de 2021, el centro se encuentra inmerso en obras para su renovación, siendo la propuesta ganadora del concurso previamente organizado la de B/SV Arquitectos. Durante los últimos meses de 2021, se expusieron en el complejo las diferentes propuestas, incluida la ganadora.
Entre septiembre de 2021 y abril de 2022, se ha realizado la remodelación interior del complejo. Se ha actualizado toda la iluminación y añadido elementos decorativos singulares. En los dos grandes atrios centrales, la intervención ha incluido la instalación de una pantalla en la trasera de los ascensores, un nuevo revestimiento de las escaleras mecánicas y la incorporación de elementos piramidales retroiluminados. Los aseos se han modernizado, estética y funcionalmente, con sistemas de funcionamiento sin contacto y nuevos materiales.
Por su parte, la reforma exterior se llevó a cabo entre abril y noviembre de 2022, renovando los accesos principales y gran parte de la fachada.

### Cambio de gerencia
Desde el 18 de abril de 2022, la consultora Gentalia asume la gestión del centro comercial, tras casi 20 años de gestión por parte de Equipamientos Deportivos y de Ocio, S.A. (Equidosa).

## Instalaciones

### Pista de hielo
Indudablemente, la pista de hielo se trata de la atracción más icónica y representativa del complejo. Es el escenario de diversas actividades deportivas, tales como el patinaje, el hockey o el curling. Con una superficie olímpica de 30*60 m (1800 m² en total), su gran amplitud permite la celebración de diversos campeonatos de alto nivel. Además, se encuentra cubierta por una bóveda móvil a 16 metros de altura y escoltada por 1800 butacas.

### Cines
Los cines ocupan dos plantas y poseen 15 salas. Como complemento a su función filmográfica, también desempeñan una labor de formación académica, pues son el escenario de clases de artes escénicas. Anteriormente se les conocía como cines Dreams, denominación responsable de que el complejo siga siendo frecuentemente designado como "Dreams Palacio de Hielo". Sin embargo, actualmente reciben el apelativo de cines mk2.

### Comercios y restauración
El edificio posee 38 tiendas cuyo enfoque comercial abarca desde la moda hasta la tecnología; pasando por los servicios, el hogar y la alimentación. Del mismo modo, posee un total de 16 restaurantes repartidos en dos plantas.

### Aparcamiento
El aparcamiento es subterráneo, resulta gratuito para clientes y ocupa las cuatro plantas inferiores del complejo. Se diferencian por colores, y su gran extensión permite el estacionamiento de 1800 vehículos.

### Área recreativa
El centro comercial incluye un área recreativa compuesta por una bolera, un minigolf interior de 18 hoyos, así como una zona de máquinas arcade, simuladores, futbolines y billares.

### Área deportiva
Se trata de un espacio de 4800 m², situado en la última planta. Cuenta con gimnasio, piscina, sauna, jacuzzi, solárium y pista de atletismo, entre otros servicios.

## Accesos
A continuación, se recogen las líneas de transporte que prestan servicio al centro comercial:

### Por carretera
- M-40, salida 6, calle Silvano

### En autobús
| Línea | Terminales                             |
| ----- | -------------------------------------- |
| 73    | Diego de León - Feria de Madrid        |
| 112   | Mar de Cristal - Barrio del Aeropuerto |
| 120   | Plaza de Lima - Hortaleza              |
| 122   | Avenida de América - Feria de Madrid   |
| 153   | Las Rosas - Mar de Cristal             |
| N3    | Cibeles - Feria de Madrid              |

Además, hasta 2018, existió un servicio gratuito prestado por la empresa Montoya que conectaba las oficinas del recinto ferial con el centro. Funcionaba de lunes a jueves a mediodía. Hasta el inicio de década, había dos rutas distintas.

### Metro
| Estación | Líneas | Servicios          | Zona |
| -------- | ------ | ------------------ | ---- |
| Canillas |        | Estación accesible |      |

### Taxi
En la avenida de Machupichu se encuentra una parada de taxis, operativa todos los días.

### VMP / Bici
La calle Silvano y la avenida de Machupichu disponen de plazas de estacionamiento para vehículos de movilidad personal. La estación de BiciMad más cercana se encuentra en la calle de Ramón Power.